# William Grut
William Oscar Guernsey Grut (Estocolmo, 17 de setembro de 1914 – 20 de novembro de 2012) foi um pentatleta sueco, campeão olímpico. 

## Carreira
William Grut representou seu país nos Jogos Olímpicos de 1948, na qual conquistou a medalha de ouro, no individual, em 1948. 